# بلدة بالتيمور (ميشيغان)
بالتيمور (بالإنجليزية: Baltimore Township, Michigan)‏ هي بلدة تقع بولاية ميشيغان في الولايات المتحدة. تبلغ مساحتها 93.8 (كم²)، وترتفع عن سطح البحر 298 م، بلغ عدد سكانها 1861 نسمة في عام تعداد الولايات المتحدة 2010 حسب إحصاء مكتب تعداد الولايات المتحدة وتصل الكثافة السكانية فيها 20.3 نسمة/كم2.

## وصلات خارجية
- baltimoretwp.com
- The US50 - Cities and Towns in Michigan State
- Michigan Cities and Towns, Facts, Map, Flag, Colleges, Government, and More